# 高橋有紀子
高橋 有紀子（たかはし ゆきこ、現姓：鬼頭、1967年11月12日 - ）は、日本の元女子バレーボール選手、ビーチバレー選手、バレーボール指導者である。

## 来歴
長野県須坂市出身。中学時代はエースアタッカーとして全国大会で優勝。八王子実践高校ではセッターに転向し、同級生の大林素子らと春高バレー準優勝、国体優勝を経験した。
1986年、日立に入社。ルーキーイヤーの第20回日本リーグでは、レギュラーセッターの中田久美の故障によりレギュラーに抜擢され、前人未踏のリーグ6連覇に大きく貢献し、自らもベスト6賞・新人賞の2冠に輝いた。1988年にソウル五輪に出場している。
1989年日立を退社し、富士通長野を経て1990年小田急に入社。1992年バルセロナ五輪に出場後、ビーチバレーに転向した。
初めてビーチバレーが五輪種目に採用された1996年アトランタ五輪では日立・小田急の同期だった藤田幸子とペアを組み5位に入賞した。藤田の引退後は、佐伯美香とペアを組み2000年シドニー五輪では4位に入賞した。
オリンピックにインドアで2回、ビーチバレーで2回の4大会連続出場し、全てにおいて入賞を果たした唯一の日本人女子バレーボール選手である。また、日本の女子選手として夏季オリンピックに4大会連続して出場したのは高橋が最初である。
現在でも選手として大会に参加する一方で、テレビ中継等の解説業も行っている。2008年の北京五輪でもビーチバレー競技の解説を務めた。
2009年から4年間、ビーチバレー女子ジュニア監督を務め、アジアツアーU-21選手権で史上初となる銀メダル獲得に導いた。

## 球歴
- 全日本代表 - 1987-1988年、1991-1992年
- 全日本代表としての主な国際大会出場歴
  - オリンピック - 1988年、1992年（インドア） - 1996年、2000年（ビーチバレー）
  - ワールドカップ - 1991年

## 受賞歴
- 1986年 - 第20回日本リーグ 新人賞、ベスト6

## 所属チーム
- 墨坂中
- 八王子実践高等学校
- 日立（1986-1989年）
- 富士通長野（1989-1990年）
- 小田急ジュノー（1990-1992年）
- ビーチバレー（1993年-）

## エピソード
- 既にビーチバレーに転向していた1995年、第1回Vリーグで入替戦回避に向けて必死の戦いを続けていた小田急ジュノーの選手として試合に出場し、一時的にインドアに復帰していた事がある（高橋の復帰はこのリーグ限り）。出場機会はピンチサーブ等、決して多くは無かったが、最終的にチームは入替戦を回避した（6位）。